# آن بیونگ-سوک
آن بیونگ-سوک (انگلیسی: An Byeong-seok؛ ۴ مارس ۱۹۲۳ – ۱۹۸۴) بازیکن بسکتبال اهل کره جنوبی بود. وی در بازی‌های المپیک تابستانی ۱۹۴۸ و ۱۹۵۶ شرکت کرده‌است.